# LHJMQ 2018/19
Die LHJMQ-Saison 2018/19 war die 50. Spielzeit der Ligue de hockey junior majeur du Québec. Die reguläre Saison begann am 20. September 2018 und endete am 16. März 2019 mit dem Gewinn der Trophée Jean Rougeau als punktbestes Team durch die Rouyn-Noranda Huskies. Im Anschluss folgten die Playoffs um die Coupe du Président, die sich durch ein 4:2 über die Halifax Mooseheads im Endspiel ebenfalls die Rouyn-Noranda Huskies sicherten.

## Änderungen
Mit der Central Division wurde eine vierte Division eingeführt, wobei die Maritimes Division weiterhin aus sechs Teams besteht, während die drei verbleibenden Divisionen je vier Teams stellen. Zugleich wurde der Playoff-Modus geändert, der fortan auf den ebenfalls neu eingeführten Conferences basiert.

## Reguläre Saison

### Platzierungen
Abkürzungen: GP = Spiele, W = Siege, L = Niederlagen, OTL = Niederlage nach Overtime, SOL = Niederlage nach Shootout, GF = Erzielte Tore, GA = Gegentore, Pts = Punkte

Erläuterungen:   = Playoff-Qualifikation,  = Conference-Sieger,  = Trophée-Jean-Rougeau-Gewinner

#### Eastern Conference
| Maritimes Division           | GP | W  | L  | OTL | SOL | GF  | GA  | Pts |
| ---------------------------- | -- | -- | -- | --- | --- | --- | --- | --- |
| Halifax Mooseheads           | 68 | 49 | 15 | 2   | 2   | 300 | 164 | 102 |
| Charlottetown Islanders      | 68 | 40 | 21 | 4   | 3   | 233 | 211 | 87  |
| Cape Breton Screaming Eagles | 68 | 40 | 22 | 1   | 5   | 267 | 214 | 86  |
| Moncton Wildcats             | 68 | 38 | 21 | 4   | 5   | 274 | 222 | 85  |
| Saint John Sea Dogs          | 68 | 13 | 49 | 2   | 4   | 169 | 364 | 32  |
| Acadie-Bathurst Titan        | 68 | 8  | 54 | 5   | 1   | 141 | 336 | 22  |

| East Division         | GP | W  | L  | OTL | SOL | GF  | GA  | Pts |
| --------------------- | -- | -- | -- | --- | --- | --- | --- | --- |
| Baie-Comeau Drakkar   | 68 | 49 | 15 | 2   | 2   | 306 | 189 | 102 |
| Rimouski Océanic      | 68 | 44 | 20 | 4   | 0   | 272 | 173 | 92  |
| Chicoutimi Saguenéens | 68 | 39 | 22 | 3   | 4   | 218 | 205 | 85  |
| Québec Remparts       | 68 | 27 | 28 | 7   | 6   | 197 | 236 | 67  |

#### Western Conference
| Central Division         | GP | W  | L  | OTL | SOL | GF  | GA  | Pts |
| ------------------------ | -- | -- | -- | --- | --- | --- | --- | --- |
| Drummondville Voltigeurs | 68 | 52 | 13 | 2   | 1   | 338 | 173 | 107 |
| Sherbrooke Phoenix       | 68 | 36 | 27 | 2   | 3   | 249 | 247 | 77  |
| Victoriaville Tigres     | 68 | 30 | 33 | 4   | 1   | 188 | 219 | 65  |
| Shawinigan Cataractes    | 68 | 14 | 49 | 2   | 3   | 188 | 347 | 33  |

| West Division                | GP | W  | L  | OTL | SOL | GF  | GA  | Pts |
| ---------------------------- | -- | -- | -- | --- | --- | --- | --- | --- |
| Rouyn-Noranda Huskies        | 68 | 59 | 8  | 0   | 1   | 320 | 138 | 119 |
| Val-d’Or Foreurs             | 68 | 25 | 36 | 4   | 3   | 186 | 283 | 57  |
| Blainville-Boisbriand Armada | 68 | 26 | 40 | 2   | 0   | 196 | 270 | 54  |
| Gatineau Olympiques          | 68 | 23 | 39 | 4   | 2   | 194 | 248 | 52  |

### Beste Scorer
Abkürzungen: GP = Spiele, G = Tore, A = Assists, Pts = Punkte, +/− = Plus/Minus, PIM = Strafminuten; Fett: Bestwert
| Spieler             | Team                                     | GP | G  | A  | Pts | +/– | PIM |
| ------------------- | ---------------------------------------- | -- | -- | -- | --- | --- | --- |
| Peter Abbandonato   | Rouyn-Noranda Huskies                    | 68 | 29 | 82 | 111 | +71 | 14  |
| Iwan Tschechowitsch | Baie-Comeau Drakkar                      | 66 | 43 | 62 | 105 | +42 | 38  |
| Alexis Lafrenière   | Rimouski Océanic                         | 61 | 37 | 68 | 105 | +52 | 72  |
| Joe Veleno          | Drummondville Voltigeurs                 | 59 | 42 | 62 | 104 | +63 | 19  |
| Jeremy McKenna      | Moncton Wildcats                         | 68 | 45 | 52 | 97  | +12 | 35  |
| Jimmy Huntington    | Rimouski Océanic                         | 66 | 40 | 52 | 92  | +41 | 52  |
| Jakob Pelletier     | Moncton Wildcats                         | 65 | 39 | 50 | 89  | +27 | 24  |
| Nathan Légaré       | Baie-Comeau Drakkar                      | 68 | 45 | 42 | 87  | +37 | 52  |
| Nicolas Guay        | Drummondville Voltigeurs                 | 64 | 40 | 47 | 87  | +53 | 35  |
| Samuel Asselin      | Acadie-Bathurst Titan Halifax Mooseheads | 69 | 48 | 38 | 86  | +50 | 62  |

### Beste Torhüter
Die kombinierte Tabelle zeigt die jeweils drei besten Torhüter in den Kategorien Gegentorschnitt und Fangquote sowie die jeweils Führenden in den Kategorien Shutouts und Siege.
Abkürzungen: GP = Spiele, Min = Eiszeit (in Minuten), W = Siege, L = Niederlagen, OTL = Overtime/Shootout-Niederlagen, GA = Gegentore, SO = Shutouts, Sv% = gehaltene Schüsse (in %), GAA = Gegentorschnitt; Fett: Bestwert; Sortiert nach Gegentorschnitt. Erfasst werden nur Torhüter mit 1632 absolvierten Spielminuten.
| Spieler               | Team                     | GP | Min     | W  | L  | OTL | GA  | SO | Sv%  | GAA  |
| --------------------- | ------------------------ | -- | ------- | -- | -- | --- | --- | -- | ---- | ---- |
| Samuel Harvey         | Rouyn-Noranda Huskies    | 43 | 2505:29 | 35 | 8  | 0   | 87  | 4  | 92,6 | 2,08 |
| Olivier Rodrigue      | Drummondville Voltigeurs | 58 | 2795:50 | 35 | 9  | 2   | 113 | 3  | 90,2 | 2,43 |
| Colten Ellis          | Rimouski Océanic         | 46 | 2649:18 | 27 | 15 | 2   | 109 | 3  | 91,0 | 2,47 |
| Tristan Côté-Cazenave | Victoriaville Tigres     | 42 | 2324:31 | 20 | 15 | 2   | 96  | 5  | 92,0 | 2,48 |
| Alexis Gravel         | Halifax Mooseheads       | 49 | 2869:39 | 33 | 13 | 1   | 119 | 5  | 91,3 | 2,49 |

Kurioserweise führte Zachary Émond von den Rouyn-Noranda Huskies die Liga mit sieben Shutouts an, obwohl er mit einer Einsatzzeit von 1591:44 Minuten unter dem geforderten Grenzwert von 40 % (1632 Minuten) der Gesamtspielzeit des Teams lag.

## Playoffs

### Playoff-Baum
|  | 1. Runde                                                              | 1. Runde                     | 1. Runde           |    | Viertelfinale                | Viertelfinale      | Viertelfinale |                       | Halbfinale            | Halbfinale | Halbfinale |  |  | Coupe-du-Président-Finale | Coupe-du-Président-Finale | Coupe-du-Président-Finale |
|  |                                                                       |                              |                    |    |                              |                    |               |                       |                       |            |            |  |  |                           |                           |                           |
|  | E1                                                                    | Halifax Mooseheads           | 4                  |    | E1                           | Halifax Mooseheads | 4             |                       |                       |            |            |  |  |                           |                           |                           |
|  | E8                                                                    | Québec Remparts              | 3                  | E7 | Moncton Wildcats             | 0                  |               |                       |                       |            |            |  |  |                           |                           |                           |
|  |                                                                       |                              |                    |    |                              |                    |               |                       |                       |            |            |  |  |                           |                           |                           |
|  | E2                                                                    | Baie-Comeau Drakkar          | 3                  |    |                              |                    |               |                       |                       |            |            |  |  |                           |                           |                           |
|  | E7                                                                    | Moncton Wildcats             | 4                  |    |                              |                    |               |                       |                       |            |            |  |  |                           |                           |                           |
|  | E7                                                                    | Moncton Wildcats             | 4                  | 1  | Rouyn-Noranda Huskies        | 4                  |               |                       |                       |            |            |  |  |                           |                           |                           |
|  |                                                                       |                              |                    | 1  | Rouyn-Noranda Huskies        | 4                  |               |                       |                       |            |            |  |  |                           |                           |                           |
|  | 5                                                                     | Rimouski Océanic             | 0                  |    |                              |                    |               |                       |                       |            |            |  |  |                           |                           |                           |
|  | 5                                                                     | Rimouski Océanic             | 0                  | E3 | Rimouski Océanic             | 4                  |               |                       |                       |            |            |  |  |                           |                           |                           |
|  |                                                                       |                              |                    | E3 | Rimouski Océanic             | 4                  |               |                       |                       |            |            |  |  |                           |                           |                           |
|  | E6                                                                    | Chicoutimi Saguenéens        | 0                  |    |                              |                    |               |                       |                       |            |            |  |  |                           |                           |                           |
|  |                                                                       |                              |                    |    |                              |                    |               |                       |                       |            |            |  |  |                           |                           |                           |
|  | E4                                                                    | Charlottetown Islanders      | 2                  | E3 | Rimouski Océanic             | 4                  |               |                       |                       |            |            |  |  |                           |                           |                           |
|  | E5                                                                    | Cape Breton Screaming Eagles | 4                  | E5 | Cape Breton Screaming Eagles | 1                  |               |                       |                       |            |            |  |  |                           |                           |                           |
|  | E5                                                                    | Cape Breton Screaming Eagles | 4                  | E5 | Cape Breton Screaming Eagles | 1                  | 1             | Rouyn-Noranda Huskies | 4                     |            |            |  |  |                           |                           |                           |
|  | (Die Teams werden nach der ersten und der zweiten Runde neu gesetzt.) |                              |                    |    |                              |                    | 1             | Rouyn-Noranda Huskies | 4                     |            |            |  |  |                           |                           |                           |
|  |                                                                       | 3                            | Halifax Mooseheads | 2  |                              |                    |               |                       |                       |            |            |  |  |                           |                           |                           |
|  | W1                                                                    | 3                            | Halifax Mooseheads | 2  | Rouyn-Noranda Huskies        | 4                  |               | W1                    | Rouyn-Noranda Huskies | 4          |            |  |  |                           |                           |                           |
|  | W1                                                                    |                              |                    |    | Rouyn-Noranda Huskies        | 4                  |               | W1                    | Rouyn-Noranda Huskies | 4          |            |  |  |                           |                           |                           |
|  | W8                                                                    | Shawinigan Cataractes        | 2                  | W4 | Victoriaville Tigres         | 0                  |               |                       |                       |            |            |  |  |                           |                           |                           |
|  |                                                                       |                              |                    |    |                              |                    |               |                       |                       |            |            |  |  |                           |                           |                           |
|  | W2                                                                    | Drummondville Voltigeurs     | 4                  |    |                              |                    |               |                       |                       |            |            |  |  |                           |                           |                           |
|  | W7                                                                    | Gatineau Olympiques          | 1                  |    |                              |                    |               |                       |                       |            |            |  |  |                           |                           |                           |
|  | W7                                                                    | Gatineau Olympiques          | 1                  | 2  | Drummondville Voltigeurs     | 2                  |               |                       |                       |            |            |  |  |                           |                           |                           |
|  |                                                                       |                              |                    | 2  | Drummondville Voltigeurs     | 2                  |               |                       |                       |            |            |  |  |                           |                           |                           |
|  | 4                                                                     | Halifax Mooseheads           | 4                  |    |                              |                    |               |                       |                       |            |            |  |  |                           |                           |                           |
|  | 4                                                                     | Halifax Mooseheads           | 4                  | W3 | Sherbrooke Phoenix           | 4                  |               |                       |                       |            |            |  |  |                           |                           |                           |
|  |                                                                       |                              |                    | W3 | Sherbrooke Phoenix           | 4                  |               |                       |                       |            |            |  |  |                           |                           |                           |
|  | W6                                                                    | Blainville-Boisbriand Armada | 1                  |    |                              |                    |               |                       |                       |            |            |  |  |                           |                           |                           |
|  |                                                                       |                              |                    |    |                              |                    |               |                       |                       |            |            |  |  |                           |                           |                           |
|  | W4                                                                    | Victoriaville Tigres         | 4                  | W2 | Drummondville Voltigeurs     | 4                  |               |                       |                       |            |            |  |  |                           |                           |                           |
|  | W5                                                                    | Val-d’Or Foreurs             | 3                  | W3 | Sherbrooke Phoenix           | 1                  |               |                       |                       |            |            |  |  |                           |                           |                           |

### Coupe-du-Président-Sieger
| Coupe-du-Président-Sieger Rouyn-Noranda Huskies | Torhüter: Zachary Émond, Samuel Harvey Verteidiger: Alexis Arsenault, Justin Bergeron, William Cyr, Noah Dobson, Ryan MacLellan, Jacob Neveu, Samuel Régis Angreifer: Peter Abbandonato, Alex Beaucage, Tommy Beaudoin, Félix Bibeau, Louis-Filip Côté, Mathieu Gagnon, Rafaël Harvey-Pinard, Tyler Hinam, Patrik Hrehorčák, Jakub Lauko, Vincent Marleau, Samuel Naud, William Rouleau, Joël Teasdale Cheftrainer: Mario Pouliot |

### Beste Scorer
Abkürzungen: GP = Spiele, G = Tore, A = Assists, Pts = Punkte, +/− = Plus/Minus, PIM = Strafminuten; Fett: Bestwert
| Spieler               | Team                  | GP | G  | A  | Pts | +/– | PIM |
| --------------------- | --------------------- | -- | -- | -- | --- | --- | --- |
| Joël Teasdale         | Rouyn-Noranda Huskies | 20 | 14 | 20 | 34  | +19 | 12  |
| Raphaël Lavoie        | Halifax Mooseheads    | 23 | 20 | 12 | 32  | –3  | 22  |
| Félix Bibeau          | Rouyn-Noranda Huskies | 20 | 14 | 15 | 29  | +12 | 24  |
| Noah Dobson           | Rouyn-Noranda Huskies | 20 | 8  | 21 | 29  | +28 | 20  |
| Raphaël Harvey-Pinard | Rouyn-Noranda Huskies | 20 | 13 | 14 | 27  | +13 | 10  |
| Peter Abbandonato     | Rouyn-Noranda Huskies | 15 | 6  | 21 | 27  | +8  | 4   |
| Alexis Lafrenière     | Rimouski Océanic      | 13 | 9  | 14 | 23  | +10 | 14  |
| Arnaud Durandeau      | Halifax Mooseheads    | 23 | 10 | 10 | 20  | +9  | 26  |
| Justin Bergeron       | Rouyn-Noranda Huskies | 19 | 8  | 12 | 20  | +28 | 8   |
| Maxim Trépanier       | Halifax Mooseheads    | 22 | 6  | 14 | 20  | +5  | 12  |

### Beste Torhüter
Die kombinierte Tabelle zeigt die jeweils drei besten Torhüter in den Kategorien Gegentorschnitt und Fangquote sowie die jeweils Führenden in den Kategorien Shutouts und Siege.
Abkürzungen: GP = Spiele, Min = Eiszeit (in Minuten), W = Siege, L = Niederlagen, OTL = Overtime/Shootout-Niederlagen, GA = Gegentore, SO = Shutouts, Sv% = gehaltene Schüsse (in %), GAA = Gegentorschnitt; Fett: Bestwert; Sortiert nach Gegentorschnitt. Erfasst werden nur Torhüter mit 243 absolvierten Spielminuten.
| Spieler         | Team                     | GP | Min     | W  | L | OTL | GA | SO | Sv%  | GAA  |
| --------------- | ------------------------ | -- | ------- | -- | - | --- | -- | -- | ---- | ---- |
| Samuel Harvey   | Rouyn-Noranda Huskies    | 20 | 1216:48 | 16 | 3 | 1   | 40 | 4  | 92,4 | 1,97 |
| Anthony Morrone | Drummondville Voltigeurs | 15 | 900:11  | 10 | 3 | 2   | 34 | 1  | 90,4 | 2,27 |
| Colten Ellis    | Rimouski Océanic         | 12 | 737:06  | 8  | 4 | 0   | 29 | 1  | 91,9 | 2,36 |
| Francis Leclerc | Moncton Wildcats         | 11 | 635:58  | 4  | 5 | 2   | 30 | 0  | 92,7 | 2,83 |

## Auszeichnungen

### All-Star-Teams
| First All-Star-Team |                                                    |
| Angriff:            | Peter Abbandonato – Alexis Lafrenière – Joe Veleno |
| Verteidigung:       | Noah Dobson – Charles-Édouard D’Astous             |
| Tor:                | Samuel Harvey                                      |

| Second All-Star-Team |                                                         |
| Angriff:             | Samuel Asselin – Jimmy Huntington – Iwan Tschechowitsch |
| Verteidigung:        | Nicolas Beaudin – Jared McIsaac                         |
| Tor:                 | Tristan Côté-Cazenave                                   |

### All-Rookie-Team
| All-Rookie-Team |                                                    |
| Angriff:        | Michail Abramow – Hendrix Lapierre – Jegor Serdjuk |
| Verteidigung:   | Lukas Cormier – Jordan Spence                      |
| Tor:            | Fabio Iacobo                                       |

### Vergebene Trophäen
| Auszeichnung              | Auszeichnung             | Team                     |
| ------------------------- | ------------------------ | ------------------------ |
| Coupe du Président        | Coupe du Président       | Rouyn-Noranda Huskies    |
| Trophée Jean Rougeau      | Trophée Jean Rougeau     | Rouyn-Noranda Huskies    |
| Trophée Luc Robitaille    | Trophée Luc Robitaille   | Drummondville Voltigeurs |
| Trophée Robert LeBel      | Trophée Robert LeBel     | Rouyn-Noranda Huskies    |
| Auszeichnung              | Spieler                  | Team                     |
| Trophée Michel Brière     | Alexis Lafrenière        | Rimouski Océanic         |
| Trophée Jean Béliveau     | Peter Abbandonato        | Rouyn-Noranda Huskies    |
| Trophée Guy Lafleur       | Noah Dobson              | Rouyn-Noranda Huskies    |
| Trophée Jacques Plante    | Samuel Harvey            | Rouyn-Noranda Huskies    |
| Trophée Guy Carbonneau    | Félix Lauzon             | Drummondville Voltigeurs |
| Trophée Émile Bouchard    | Charles-Édouard D’Astous | Rimouski Océanic         |
| Trophée Kevin Lowe        | Jacob Neveu              | Rouyn-Noranda Huskies    |
| Trophée Michael Bossy     | Raphaël Lavoie           | Halifax Mooseheads       |
| Coupe RDS                 | Jordan Spence            | Moncton Wildcats         |
| Trophée Michel Bergeron   | Hendrix Lapierre         | Chicoutimi Saguenéens    |
| Trophée Raymond Lagacé    | Jordan Spence            | Moncton Wildcats         |
| Trophée Frank J. Selke    | Peter Abbandonato        | Rouyn-Noranda Huskies    |
| Plaque joueur humanitaire | Charles-Édouard D’Astous | Rimouski Océanic         |
| Trophée Marcel Robert     | Matthew Welsh            | Charlottetown Islanders  |
| Trophée Paul Dumont       | Alexis Lafrenière        | Rimouski Océanic         |
| Trophée Ron Lapointe      | Mario Pouliot            | Rouyn-Noranda Huskies    |
| Trophée Maurice Filion    | Mario Pouliot            | Rouyn-Noranda Huskies    |
| Trophée John Horman       | Étienne Fortier          | Baie-Comeau Drakkar      |
| Trophée Jean Sawyer       | Marketing-Abteilung      | Sherbrooke Phoenix       |